# Épisodes de The Mob Doctor
Cet article présente les épisodes de la série télévisée américaine The Mob Doctor.

## Généralités
- Aux États-Unis, la série a été diffusée les lundis du 17 septembre 2012 au 7 janvier 2013 sur le réseau Fox.
- Au Canada, elle a été diffusée 24 heures en avance les dimanches sur le réseau CTV.
- En France, elle a été diffusée du 31 octobre 2016 au 27 décembre 2016 sur HD1.

## Distribution
- Jordana Spiro : Dr. Grace Devlin
- William Forsythe : Constantine Alexander
- Floriana Lima : Infirmière Rosa "Ro" Quintero
- Zach Gilford : Dr. Brett Robinson
- Jaime Lee Kirchner : Dr. Olivia Watson
- Željko Ivanek : Dr. Stafford White
- James Carpinello : Franco
- Jesse Lee Soffer : Nate Devlin, frère de Grace
- Wendy Makkena : Daniella Devlin, mère de Grace et Nate

## Liste des épisodes

### Épisode 1:Une dette sur ordonnance
- Canada : 16 septembre 2012 sur CTV
- États-Unis : 17 septembre 2012 sur Fox
- France : 31 octobre 2016 sur HD1[1]

- États-Unis : 5,11 millions de téléspectateurs[2] (première diffusion)
- Canada : 1,308 million de téléspectateurs[3],[4] (première diffusion)
- France : 122 000 téléspectateurs[1] (première diffusion)

- Michael Rapaport (Moretti)

### Épisode 2:Un passé encombrant
- Canada : 23 septembre 2012 sur CTV
- États-Unis : 24 septembre 2012 sur Fox
- France : 31 octobre 2016 sur HD1

- États-Unis : 3,85 millions de téléspectateurs[5] (première diffusion)
- Canada : 994 000 téléspectateurs[6] (première diffusion)
- France : 80 000 téléspectateurs[1] (première diffusion)

- Kevin Corrigan (Titus Amato)
- Terry Kinney (Donte Amato)

### Épisode 3:Au pied du mur
- Canada : 30 septembre 2012 sur CTV
- États-Unis : 1er octobre 2012 sur Fox
- France : 31 octobre 2016 sur HD1

- États-Unis : 3,459 millions de téléspectateurs[7] (première diffusion)
- Canada : 1 million de téléspectateurs[8] (première diffusion)
- France : 76 000 téléspectateurs[1] (première diffusion)

- David Pasquesi (Dr. Ian Flanigan)
- Kevin J. O'Connor (Stavos)
- Daniel Ruben (Little Joe Hoyne)
- Michael Weaver (Scott Kelton)
- Maxwell Perry Cotton (Max Kelton)
- Danica Monroe (Claire Kelton)
- Marieclaire Popernik (Ruby Kelton)

### Épisode 4:Le prix d'un enfant
- Canada : 7 octobre 2012 sur CTV
- États-Unis : 8 octobre 2012 sur Fox
- France : 31 octobre 2016 sur HD1

- États-Unis : 3,36 millions de téléspectateurs[9] (première diffusion)
- France : 56 000 téléspectateurs[1] (première diffusion)

- Kevin J. O'Connor (Stavos Kazan)
- Don Schroeder (Ralph Severino)
- Shohreh Aghdashloo (Dr. Lauren Baylor)
- Patrick Mulvey (Gio Penna)
- Jurnee Smollett (Traci Coolidge)

### Épisode 5:Un cœur pour vivre
- Canada : 4 novembre 2012 sur CTV
- États-Unis : 5 novembre 2012 sur Fox
- France : 31 octobre 2016 sur HD1

- États-Unis : 3,4 millions de téléspectateurs[11] (première diffusion)
- France : 56 000 téléspectateurs[1] (première diffusion)

- Shohreh Aghdashloo (Dr. Lauren Baylor)
- Javon Johnson (Anesthesiologist Mike Johnston)
- Laura Breckenridge (Sara Anderson)
- Brian Goodman (en) (Eddie Nolan)
- Liam Foley (Ethan Jamison)
- Lucas Marx (Will Jamison)
- Chris Agos (Jim Jamison)
- Karin Anglin (Betty Jamison)

### Épisode 6:Une fin programmée
- Canada : 11 novembre 2012 sur CTV
- États-Unis : 12 novembre 2012 sur Fox
- France : 8 novembre 2016 sur HD1

- États-Unis : 3,01 millions de téléspectateurs[12]
- France : 30 000 téléspectateurs[1] (première diffusion)

- Michael Rapaport (Paul Moretti)
- Javon Johnson (Anesthesiologist Mike)
- Patrick Mulvey (Gio Penna)
- Lindsey Kraft (Casey Lambert)
- Chike Johnson (Alderman Taylor Spence)
- Brian Boland (Seth Ross)

### Épisode 7:Rien ne va plus
- Canada : 18 novembre 2012 sur CTV Two
- États-Unis : 19 novembre 2012 sur Fox
- France : 16 novembre 2016 sur HD1

- États-Unis : 3,08 millions de téléspectateurs[13]
- France : 50 000 téléspectateurs[1] (première diffusion)

- Michael Rapaport (Paul Moretti)
- David Pasquesi (Dr. Ian Flanigan)
- Stavos Kazan (Kevin J. O'Connor)
- Kevin Corrigan (Titus Amato)
- Adam Harrington (Agent Owen York)
- Patrick Mulvey (Gio Penna)
- Shirley Knight (Ann Wilson)
- Mike Vieau (Benny)
- Mark Hines (Angelo)
- Cliff Chamberlain (Carlo)

### Épisode 8:Réunion au sommet
- Canada : 25 novembre 2012 sur CTV
- États-Unis : 26 novembre 2012 sur Fox
- France : 26 décembre 2016 sur HD1

- États-Unis : 3,93 millions de téléspectateurs[14]
- France : 103 000 téléspectateurs[1] (première diffusion)

- Kevin J. O'Connor (Stavos Kazan)
- Adam Harrington (Agent Owen York)
- Jennifer Beals (Celeste LaPree)
- Chelcie Ross (Seamus O'Connell)
- Mike Starr (Al Trapani)
- Scott Parker (Joshua Leonard)
- Ajay Mehta (Dr. Sanjay Chopra)
- Karina Logue (Sue Keller)
- Paulina Olszynski (Kate Keller)

### Épisode 9:La guerre des chefs
- Canada : 2 décembre 2012 sur CTV
- États-Unis : 3 décembre 2012 sur Fox
- France : 26 décembre 2016 sur HD1

- États-Unis : 3,26 millions de téléspectateurs[15]
- France : 82 000 téléspectateurs[1] (première diffusion)

- David Pasquesi (Dr. Ian Flanigan)
- Kevin J. O'Connor (Stavos Kazan)
- Patrick Mulvey (Gio Penna)
- Michael Madsen (Russell King)
- Tamara Feldman (Amanda King)
- Michael Nardelli (Kyle Bennett)

### Épisode 10:La part du diable
- États-Unis : 29 décembre 2012 sur Fox[16]
- Canada : 30 décembre 2012 sur CTV[17]
- France : 26 décembre 2016 sur HD1

- États-Unis : 2,07 millions de téléspectateurs[18]
- Canada : 535 000 téléspectateurs[19]
- France : 45 000 téléspectateurs[1] (première diffusion)

- Jennifer Beals (Celeste Holmes)
- Mike Starr (Al Trapani)
- Michael Madsen (Russell King)
- Kevin J. O'Connor (Stavos Kazan)
- Patrick Mulvey (Gio Penna)
- Brendan Hines (Father Doyle)
- Colin Ford (Sam Cooper)

### Épisode 11:Triangle familial
- États-Unis /  Canada : 31 décembre 2012 sur Fox[16] / CTV[17]
- France : 27 décembre 2016 sur HD1

- États-Unis : 2,38 millions de téléspectateurs[20]
- France : 46 000 téléspectateurs[1] (première diffusion)

- Jennifer Beals (Celeste Holmes)
- David Pasquesi (Dr. Ian Flanigan)
- Kevin Corrigan (Titus Amato)
- Terry Kinney (Dante Amato)
- Kevin J. O'Connor (Stavos)
- Javon Johnson (Anesthesiologist Mike)
- John Benjamin Hickey (Mark Hanson)
- Derrick Trumbly (Jack Hanson)
- Kelly O'Sullivan (Annabelle Hanson)
- Linda Powell (Carol Goodman)
- Alicia Lagano (Tiffany Evans)

### Épisode 12:Une dette à payer
- États-Unis : 5 janvier 2013 sur Fox[16]
- Canada : 6 janvier 2013 sur CTV
- France : 27 décembre 2016 sur HD1

- États-Unis : 2,107 millions de téléspectateurs[21]
- France : 34 000 téléspectateurs[1] (première diffusion)

- Kevin J. O'Connor (Stavos Kazan)
- Patrick Mulvey (Gio Penna)
- Mike Starr (Al Trapani)
- Austin Nichols (Luke Harris)
- Christian Castro (Diego Balt)
- Lex Medlin (Stuart Maslan)
- Alexandra Holden (Bethany Maslan)
- Loren Lazerine (Eddie Russo)
- Amanda Walsh (Chloe)

### Épisode 13:À la vie, à la mort
- États-Unis /  Canada : 7 janvier 2013 sur Fox[16] / CTV
- France : 27 décembre 2016 sur HD1

- États-Unis : 3,27 millions de téléspectateurs[22]
- France : 27 000 téléspectateurs[1] (première diffusion)

- David Pasquesi (Dr. Ian Flanigan)
- Adam Harrington (Agent Owen York)
- Mike Starr (Al Trapani)
- Austin Nichols (Luke Harris)
- Teddy Cañez (Tiago Enriquez)